# Romulus og Remus
Inden for romersk mytologi var Romulus og Remus tvillingbrødre, hvis historie fortæller om de begivenheder, der ledte til grundlæggelsen af byen Rom og det Romerske Kongerige. Billedet af en hunulv, der dier de to tvillinger i deres spædbarnsalder, har været et symbol for byen Rom og de antikkens romere siden mindst det 3. århundrede f.Kr. Selvom fortællingen udspiller sig før Roms grundlæggelse omkring 750 f.Kr., stammer den tidligste kendte skriftlige beretning om myten fra slutningen af det 3. århundrede f.Kr. Hvorvidt der er historisk grundlag for beretningen er genstand for vedvarende debat.
Fortællingerne om Romulus og Remus omfatter flere forskellige episoder. Således begynder myterne om tvillingerne med deres mirakuløse fødsel, hvorefter fortællingerne gengiver deres opvækst og barndom. Myterne om de to tvillingbrødre afsluttes med Romulus' mord på Remus, hvorefter Romulus grundlægger byen Rom – traditionelt dateret til 753 f.Kr. – og bliver herefter byens første konge. 
Fortællingerne om Romulus, som i henhold til traditionen regerer Rom frem til 716 f.Kr., fortsætter efter Remus' død. Således gengives det blandt andet hvordan romerne, anført af Romulus, bortfører nogle sabinske kvinder (en beretning, som kendes som Sabinerindernes rov). Denne bortførelse indleder efterfølgende en krig mod sabinerne, der ender med, at romerne og sabinerne bliver enige om at forene sig i én nation.

## Roms grundlæggelse
Angiveligt gik flygtninge fra Trojanerkrigen i land i Italien, anført af Æneas. De udmattede kvinder skal - anført af en vis Romé - have sat ild til skibene for at sikre, at flugten dermed var endt. Ved synet af de udbrændte skibe blev kvinderne alligevel skræmt og faldt mændene om halsen i håb om at formilde dem. Det er udlagt som oprindelsen til den gamle skik med, at romerske kvinder hilste mandlige slægtninge med et kys, når de mødtes - skønt andre har udlagt skikken som en måde at forsikre sig om, at kvinderne ikke havde drukket.
Æneas var angiveligt søn af Venus, og hun blev dermed det romerske folks guddommelige ophav. Da Æneas' barnebarn hed Iulus, indsatte Julius Cæsar hende lige så godt som sin families stammoder. Imidlertid var det en hunulv, lupa på latin, som tog sig af de nyfødte tvillinger Romulus og Remus, der var sat ud på Tiberens flommende vande i en kurv. Da floden førte dem i land ved foden af Palatinerhøjens sydvestlige hjørne, kom hyrden Faustulus ned fra sin hytte på skråningen og opdagede ulvinden optaget med to spædbørn.
Stedet blev senere markeret med et figentræ (ficus Ruminalis - enten af ruma = bryst eller af det etruskiske navn Ruma, der var ophav til begge tvillingers navn) som et helligsted. Træet skal være forsvundet på Ovids tid. Oppe på bakken lå hyrdens hytte (casa Romuli = Romulus' hus), mens hyrdens kone, Acca Larentia, blev den, der tog sig af tvillingerne, mens ulvinden forsvandt ud af historien. Acca Larentia blev senere ophøjet til gudinde, og en årlig fest 23. december, Larentalia, indstiftet til hendes ære. Den blev fejret, hvor Acca Larentia angiveligt lå begravet i Velabrum, hvor denne gik sammen med Nova Via (= Nyvejen) udenfor selve byen, men nær porta Romanula.
Græske historikere, der gerne ville knytte tvillingerne til Æneas, beskrev dem skiftevis som hans sønner, eller sønner af trojanerinden Romé, eller som Æneas børnebørn, født af hans datter Ilia. Deres plejemor Acca Larentia omtales nogle steder som lupa, der på latin ikke kun betød "ulvinde", men også "prostitueret". Ved sådant erhverv skulle hun ifølge et sagn være en af Roms første store velgørerinder, der havde lagt sig en formue op, som hun testamenterede byen. Et andet sagn fortæller, at opsynsmanden ved Marstemplet kedede sig og spillede terning med Mars om to gevinster: Et måltid og en kvinde. Guden vandt naturligvis, og opsynsmanden stillede et udsøgt måltid på alteret (det forsvandt i et pludseligt lynglimt) og lod den kønne Acca Larentia overnatte i templet. Mars fortalte hende, at hun ville få sin belønning af den første mand, hun mødte næste morgen. Manden - i nogle versioner ung og køn, i andre gammel og fæl - giftede sig med hende, døde og efterlod henne sin formue, som hun i sin tur efterlod byen. Ifølge den tredje version, som er mest kendt, var hun Faustulus' kone og tvillingernes plejemor. En senere version gør hende til mor til tolv sønner. I stedet for en søn, der døde, tog hun Romulus til sig, og det skulle forklare, at der var tolv medlemmer i præsteskabet Arval-brødrene (Fratres arvales = Markernes brødre), der blev genoplivet af Augustus og fungerede frem til Theodosius 1.s tid. Præsteskabet skal være indstiftet af Acca Larentia som korngudinde.
I antikken indså man også, at der var et sprang på omkring 430 år mellem Æneas (Trojas fald) og Roms grundlæggelse, som måtte fyldes. Der indsatte man en række efterkommere af Æneas, kongerne i Alba; først Æneas' søn Ascanius fra Troja; så Silvius, søn af Æneas og Lavinia, som han giftede sig med i Italien; og derefter Silvius' efterkommere. Ilias navn blev ændret til Rhea (ligesom Jupiters mor) Silvia (som var Alba-kongernes adelsnavn). Denne Rhea Silvia var datter af kong Numitor, som blev fordrevet af sin bror Amulius, og for at slippe at bekymre sig for hævn, skaffede han sig af med Numitors søn under en jagt og gjorde hans datter Rhea til vestalinde, så hun ikke fik børn. Men hun blev antastet - enten af en fremmed, eller af Amulius selv, eller af krigsguden Mars selv - alle tre versioner kendes - da hun som vestalinde hentede vand. Tvillingerne blev født og efter Amulius' ordre sat ud. De voksede op og dræbte Amulius, genindsatte morbroren Numitor som konge, og blev derefter sendt bort fra Alba for at grundlægge en koloni, dvs. den by, der blev til Rom. Sagnene beskriver forskellige skæbner for deres mor. Hun blev sat i fængsel for at have brudt sit vestalinde-løfte, og døde - eller blev lykkelig befriet af sine tvillingesønner - eller smidt i floden (enten Anio eller Tiberen), hvor flodguden tog hende til ægte.
Både Romulus og Remus ønskede at grundlægge en by, hvor de var opvokset. Da ingen af dem kunne gøre krav på at være den ældste, tog Romulus Palatinerhøjen og Remus Aventinerhøjen for at tage varsler af fuglene. Remus fik det første tegn, seks gribe. Men Romulus så tolv. Remus fandt sit tegn mest betydningsfuldt; han så fuglene først. Men Romulus så flest, og mente hans varsel derfor var afgørende. Det endte med, at Remus blev dræbt, og Romulus grundlagde byen, der fik navn efter ham.
Den kendteste version af sagnet findes hos den romerske historiker Livius, Ab urbe condita 1.3-8. I én version begyndte Romulus at rejse en mur omkring sin by, og Remus gjorde grin af muren og sprang ved en anledning over den, hvad der fik broren til at tabe besindelsen og slå ham ihjel. I Livius' version faldt Remus derimod død om efter springet - som et tegn fra guderne på Roms magt og styrke. Ifølge Hieronymus blev Remus imidlertid dræbt af en af Romulus' tilhængere, enten Fabius eller Celer, der kastede en spade i hovedet på ham. Romulus sørgede over tabet af sin bror og begravede ham efter traditionen. De fleste kilder opgiver dog Romulus selv som drabsmanden. Livius sætter ovenikøbet en dato for byens grundlæggelse og drabet på Remus: 21. april 753 f.Kr.
Rom blev Europas største stormagt i antikken. Romulus oprettede senatet og hærens nye regimenter, som han kaldte legioner. Han nåede at regere som konge i 37 år, og befolkningen voksede ved tilstrømning af bortløbne slaver, kriminelle og andre udstødte. Det medførte en overvægt af mænd, der savnede koner, hvad der fik Romulus til at udpønse en plan for at skaffe kvinder, sabinerindernes rov. Som hævn gik sabinere og latinere til krig mod romerne, som imidlertid gik sejrende ud af den kamp. Rom blev senere republik og forblev det i næsten 500 år, inden Julius Cæsar indledte det romerske kejserdømme af endnu længere varighed.
I middelalderen mente romerne, at Romulus lå gravlagt i en gammel pyramide, som senere pave Alexander 6. Borgia lod rive, da han fik kirken Santa Maria in Traspotina opført. 
Siena hævder på sin side at være grundlagt af Remus' mytiske tvillingesønner, Aschius og Senius. Også de blev diet af en hunulv, efter at deres farbror Romulus havde dræbt deres far, og denne ulvinde er Sienas symbol.

## Romulus' kalender
Legenden forlyder, at Romulus også skabte den oprindelige romerske kalender. Modsat andre kalendere baseret på Månen, bestod Romulus' kalender af kun ti måne-måneder i stedet for de sædvanlige tolv, hvad Ovid senere forklarede med romernes forkærlighed for tallet ti. Romulus gav også månederne navne. Den første måned, marts, fik navn efter hans far, krigsguden Mars. Den anden måned blev kaldt aprilis, den tredje hed maius efter en lokal gudinde kaldet Maia, og dernæst junius efter Juno. Så gik Romulus tom for idéer, og de følgende måneder måtte nøjes med numre: Juli hed quintilis (= den femte), august hed sextilis (= den sjette), osv. Romulus' timåneders-år var uegnet for et landbrugssamfund, hvor man afhang af at kunne følge årstiderne rigtigt.
Allerede hans efterfølger, Numa Pompilius, føjede to måneder til for enden af året, januarius og februarius. Dermed var man oppe i en årslængde på 354 dage, men da romerne ængstedes ved partal, omgjorde de det til 355 dage. Det var dog stadig halvanden uge for lidt i forhold til solåret. Man måtte stadig korrigere, tidvis ved hjælp af den græske astronom Metons nittenårige cyklus, som han kom frem til i 432 f.Kr. Meton havde regnet ud, at hvis man lagde en måne-måned til året, syv gange i løbet af en nittenårs-periode, fik man en rimelig korrekt kalender. Men med Romulus' kalender fik man, selv med tidvise korrekser, aldrig noget fast eller forudsigbart system, før Julius Cæsar i 46 f.Kr. indførte den julianske kalender. Han flyttede nytår fra marts måned til vintersolhverv, og forlængede året med ti dage, der blev fordelt, så månederne havde skiftevis 30 og 31 dage, bortset fra den gamle kalenders sidste måned, februar, der kun havde 29 dage, og senere tabte yderligere én. Ved Cæsars kalenderreform var Romulus-kalenderen så ude af trit med solåret, at år 46 f.Kr. blev historiens længste år med 445 dage, og fik tilnavnet "forvirringens år".